# Терор
Терор (лат. terror — страх, жах) — неприховане насилля, буває представниками влади (котрих є провина) з використанням державного апарату проти народу з метою придушення не тільки опозиції, але й всього загалу, з метою викликати жах і залишити думки про опір. Іншими словами, терор — насилля з боку наділеного владними повноваженнями («сильніших»). З точки зору сучасної соціології, терор — це завжди централізована політика, що має на меті соціальну реконструкцію підвладного населення.

## Історичні аспекти
Вперше системний політичний терор було розгорнуто якобинцями під час Великої французької революції. Прямими їхніми ідеологічними нащадками були більшовики, які розгорнули «червоний терор» з метою придушення політичної опозиції і поширення більшовицької влади за межі захоплених ними Петербургу і Москви. Жертви владного терору обчислюються багатьма тисячами і навіть мільйонами людей.
Відомий дослідник Великої французької революції французький історик Огюстен Кошен зробив висновок про демократію як про владу «малого народу» і про терор як про неминучий атрибут демократії. Через засадничу дихотомію в умовах представницької демократії між реальністю політичних відносин і фасматогорією представництва у владі, котра підтримується продуманими компаніями спланованого формування громадської думки правлячою меншиною. Спочатку у Франції це робилося через масонські ложі, а потім через партії. А збої у цій системі, для збереження влади правлячою меншиною, виправляються винятково вже крайнім засобом — терором. Про що свідчила зокрема і політична історія Франції ХІХ ст..
Подібні висновки про терор зробив й український академік Ігор Шафаревич досліджуючи наслідки Лютневої революції та жовтневого перевороту 1917 року в Росії.

## Терор, державний тероризм і тероризм
Необхідно розрізняти три споріднених, але різних поняття — терор, державний тероризм і тероризм.
Терор — це неприховане насилля. Стосовно держтерору: явище відсутнє по державах, органи котрих є контрольовані. Держтерор — це словосполука котру використовує винувата посадова, владна людина, силовик один або кілька, використовуючи держресурси, владу, псевдо-законодавчі чи судово-насильницькі дії з боку влади проти потерпілих або свідків, окремих політичних або класових угрупувань, або народу в цілому з метою придушення спроб спротиву опозиції, або всього загалу шляхом формування відчуття жаху. Вперше системний політичний терор було розгорнуто якобинцями під час Французької революції.
Державний тероризм — це тероризм з боку влади, що не має законодавчого або судового забезпечення, та може практикуватись державними силовими структурами як всередині держави (проти внутрішніх ворогів), так і за її кордонами — аж до проведення спеціальних операцій проти інших держав. На відміну від терору (при застосуванні всередині держави) або війни (при застосуванні проти інших держав) участь або мета участі державних силових структур в акціях державного тероризму старанно приховується. Наймасштабніші прояви державного тероризму: бомбування території Ічкерії (Чечні) в 1994 р. літаками «невідомої держави», штурм Грозного «невідомими танковими підрозділами».
Тероризм — це силові дії, які проводяться окремими політичними, соціальними або етнічними угрупуваннями проти влади, або владою проти окремих політичних, класових угрупувань, чи народу на окремих територіях. Жертвами тероризму часто виявляються випадкові суб'єкти. Наймасштабніші прояви тероризму можуть біти і у вигляди окремих подій: захоплення заручників в Будьоновську та в «Театрі на Дубровці», проведене чеченськими бойовиками, а також шляхом масового систематичного терору проти населення частини території держави та прихованої агресії тоталітарного режиму (Північна Корея, Молдова, Грузія, Україна, тощо).

## Терор та авторитаризм
Терор є одним з інструментів забезпечення особистої, авторитарної влади монарха, диктатора, або окремого угрупування, клану чи банди присутнього у владі (державній, економічній, інформаційній чи фінансовій).
Голландський політик і торговець Ніколаас Вітсен, який в 1664—1665 р. перебував з посольством у Московії так описує терор (виконання смертних вироків) того часу:
…руками ката страчено приблизно 120 осіб, крім тих, яких батогом чи інакше було покарано. Одного, я бачив, спалили живцем. Це був чернець, який обікрав свій монастир, і, як росіяни сказали, він і чаклував своїм хрестом. Тут було складено багаття у вигляді будиночка з квадратно покладених один на одного колод; навколо і всередині «будиночка» повно соломи, приблизно на два фути висоти. Страждалець вліз туди нагору сам, вільно, нічим не зв'язаний.Оригінальний текст (рос.)
…руками палача были казнены примерно 120 человек, кроме тех, которые кнутом или иначе были наказаны. Одного, я видел, сожгли заживо. Это был монах, который обокрал свой монастырь, и, как русские сказали, он и [132] колдовал своим крестом. Здесь был сложен костер в виде домика из квадратно уложенных друг на друга бревен; вокруг и внутри «домика» полно соломы, примерно на два фута высоты. Страдалец влез туда наверх сам, свободно, ничем не связанный…
На тому ж місці двом-трьом людям відрубано руки та ноги, а потім голову. Одні втратили руки, інші — стопи; моторошне видовище. Нічим не зв'язані, вони лягають на землю і кладуть голову, руки чи ноги на дві колоди. Потім підходить кат з маленькою сокиркою і відрубує спершу руки та ноги, а потім голову. Той, хто читає вирок, це простий переписувач (писар), він стоїть на лаві, без жодної охорони та варти.Оригінальний текст (рос.)
[] Помилка: [undefined] Помилка: {{Lang}}: немає тексту (допомога): немає тексту (допомога)
Найперше потрібно тут зауважити що виконання смертного вироку суду не є проявом терору, яким би воно суворим не було. Хоча воно і носить у собі стримуючий чинник для інших аби їх утримати страхом від спокуси вчинити злочин.
Але ураженого «цивілізованістю» голанця Ніколаса Вітсена вразив тоді, в ще глибоко середньовічній Москві, не вигляд виконання смертного вироку, а відсутність варти біля осуджених і відсутність охорони біля виконавців тих вироків. Бо він вже очевидно не пам'ятав що середньовічною традицією судочинства було урахування і релігійних чинників; покаяння і спасіння душі осудженого. Тоді не спішили страчувати злочинця який не розумів для чого його будуть карати. Осудженим на смерть тоді дуже добре пояснювали чому і для чого, їх готували до смерті за їх злодіяння і вони вже йшли на страту усвідомлено й без страху.
Терор, який проводився якобинцями під час Французької революції. 10 червня 1794 р. Конвент за наполяганням Робесп'єра прийняв закон, відповідно до якого протягом шести тижнів Революційний трибунал щодня виносив до 50 смертних вироків. І страчували французькі революціонери не кримінальних злочинців, а політичних супротивників і зазвичай не за вчинені ними державні злочини, а за ймовірність можливості вчинення ними таких злочинів. О. І. Герцен стосовно терору часів французької революції писав:
«Терор (17)93 р. був величним у своїй похмурій нещадності; вся Європа ломилася до Франції покарати революцію; вітчизна дійсно була в небезпеці. Конвент завісив на якийсь час статую свободи і поставив гільйотину, варту „прав людських“. Європа з жахом дивилася на цей вулкан і відступала перед його дикою всемогутньою енергією…»Оригінальний текст (рос.)
«Террор (17)93 г. был величествен в своей мрачной беспощадности; вся Европа ломилась во Францию наказать революцию; отечество действительно было в опасности. Конвент завесил на время статую свободы и поставил гильотину, стражей „прав человеческих“. Европа с ужасом смотрела на этот вулкан и отступала перед его дикой всемогущей энергией…»
До терору не раз вдавались в країнах, де при владі були комуністи та фашисти — від поодиноких вбивств до застосування сили проти окремих національних, політичних та класових угрупувань, аж до терору стосовно інших держав. Політику терору з боку СРСР та підконтрольних йому європейських комуністичних держав було застосовано до Угорщини в 1956 р., Чехословаччини в 1968 р., Польщі в 1981 р.
Згідно з приблизними оцінками (точні дані не доступні) кількість людей, убитих комуністичними режимами, розподіляється за країнами та регіонами наступним чином:
- Радянський Союз — 20 млн жертв
- Китай — 65 млн.
- В'єтнам — 1 млн.
- Північна Корея — 2 млн.
- Камбоджа — 2 млн.
- Східна Європа — 1 млн.
- Латинська Америка — 150 тис.
- Африка — 1,7 млн.
- Афганістан — 1,5 млн.

Ці цифри включають індивідуальні та колективні страти, загиблих в концентраційних таборах, жертви голоду та депортації.
Терор також є однією з ознак фашизму.
Стефан Цвейг так описав механізми терору:
«Систематично вдосконгалюваний, деспотично здійснюваний державний терор паралізує волю особи, розкладає та підриває кожну спільноту. Як виснажлива хвороба в'їдається він у душу, і — це його остання таємниця — незабаром загальне боягузтво стає йому помічником і прихистком, бо через те, що кожен почувається підозрюваним, він підозрює іншого, а боягузи зі страху випереджують накази й заборони свого тирана.»Оригінальний текст (нім.)
Ein systematisch ersonnener, ein despotisch ausgeübter Staatsterror lähmt den Willen des einzelnen, er löst und unterhöhlt jede Gemeinschaft. Wie eine zehrende Krankheit frißt er sich in die Seelen ein, und – dies sein letztes Geheimnis – bald wird die allgemeine Feigheit ihm Helfer und Hehler, denn weil jeder sich verdächtigt fühlt, verdächtigt er den andern, und aus Angst laufen die Ängstlichen den Befehlen und Verboten ihres Tyrannen sogar noch eilfertig voraus.

## Засоби терору
- Терор голодом
- Терор бомбардуванням
  - Ракетний терор